# 전체집합
집합론에서 전체집합(全體集合, universal set)은 모든 대상을 (자기 자신까지도) 원소로 포함하는 집합이다. 표준적인 집합론에선 역설(러셀의 역설)을 유발하는, 존재치 않는 개념이지만, 전체집합을 허용하는 집합론도 있다.

## 전체집합이 존재하는 집합론 체계
전체집합이 존재하는 집합론 체계 중 가장 많이 쓰이는 것은 윌라드 반 오만 콰인의 새기초이다. 알론조 처치와 아놀드 오버셜프(Arnold Oberschelp)도 전체집합이 있는 집합론을 발표한 바 있다.

## 같이 보기
- 전체모임
- 그로텐디크 전체
- 논의 영역
- 폰 노이만-베르나이스-괴델 집합론

## 참고 문헌
- T. E. Forster (1995). 《Set Theory with a Universal Set: Exploring an Untyped Universe (Oxford Logic Guides 31)》. Oxford University Press. ISBN 0-19-851477-8.